# Images and Tour
Images and Tour è stata la prima tournée,a livello mondiale, del gruppo progressive metal statunitense, Dream Theater in supporto al loro secondo album in studio: Images and Words.
Il tour è iniziato il 27 settembre del 1992 a New York e si è concluso a Londra il 23 aprile del 1993

## Il tour
La band iniziò con una tappa in Nord America di cui 97 concerti si sono svolti negli Stati Uniti e nel Canada ed uno show nel Messico. Infine le ultime 3 date si sono svolte in Giappone
I Dream Theater si sono esibiti anche in una tappa europea nel 1993, di cui una data includeva uno show al famigerato Marquee Club di Londra. Tale concerto è stato registrato e successivamente inserito nel primo album live della band: Live at the Marquee.
In più una compilation dei concerti in Giappone sono stati inseriti nell'album live: Images and Words: Live in Tokyo.

## Tipica scaletta
Scaletta approssimativa
- Simpsons Theme (intro tape)
- Metropolis Part I
- Under a Glass Moon
- Only a Matter of Time
- Surrounded
- Pull Me Under
- Ytse Jam (con assolo di batteria)
- Moon Bubbles
- Another Day
- Another Hand/The Killing Hand
- ----------band intros----------
- Take the Time
- ------------encore------------
- Wait For Sleep
- Learning to Live
- Twin Peaks (outro tape)

## Date e tappe
| Data                                      | Città                                   | Paese                                   | Località                                |
| Prima tappa Nord Americana/Giapponese /   | Prima tappa Nord Americana/Giapponese / | Prima tappa Nord Americana/Giapponese / | Prima tappa Nord Americana/Giapponese / |
| ----------------------------------------- | --------------------------------------- | --------------------------------------- | --------------------------------------- |
| 27 settembre 1992                         | New York                                | Stati Uniti                             | Limelight                               |
| 29 settembre 1992                         | Filadelfia                              | Stati Uniti                             | Chestnut Cabaret                        |
| 30 settembre 1992                         | New Britain                             | Stati Uniti                             | The Sting                               |
| 1 ottobre 1992                            | Cohoes                                  | Stati Uniti                             | Saratoga Winners                        |
| 2 ottobre 1992                            | Ithaca                                  | Stati Uniti                             | Max's                                   |
| 3 ottobre 1992                            | Mansfield                               | Stati Uniti                             | Mansfield University                    |
| 4 ottobre 1992                            | Long Island                             | Stati Uniti                             | Sparks                                  |
| 6 ottobre 1992                            | Washington                              | Stati Uniti                             | The Bayou                               |
| 7 ottobre 1992                            | Boston, Massachusetts                   | Stati Uniti                             | Axis                                    |
| 8 ottobre 1992                            | Montréal                                | Canada                                  | Le Club Soda                            |
| 9 ottobre 1992                            | Toronto                                 | Canada                                  | The Spectrum                            |
| 14 ottobre 1992                           | Fort Wayne                              | Stati Uniti                             | Pierre's                                |
| 15 ottobre 1992                           | Detroit                                 | Stati Uniti                             | Harpo's                                 |
| 16 ottobre 1992                           | Columbus                                | Stati Uniti                             | Al Rosa Villa                           |
| 17 ottobre 1992                           | Cleveland                               | Stati Uniti                             | Klash's                                 |
| 18 ottobre 1985                           | Grand Rapids                            | Stati Uniti                             | Club Eastbrook                          |
| 20 ottobre 1992                           | Dayton                                  | Stati Uniti                             | Bourbon Street                          |
| 21 ottobre 1992                           | Chicago                                 | Stati Uniti                             | Avalon                                  |
| 22 ottobre 1992                           | Milwaukee                               | Stati Uniti                             | Starz                                   |
| 24 ottobre 1992                           | Minneapolis                             | Stati Uniti                             | The Mirage                              |
| 26 ottobre 1992                           | Omaha                                   | Stati Uniti                             | Ranch Bowl                              |
| 27 ottobre 1992                           | Overland Park                           | Stati Uniti                             | Backstage                               |
| 29 ottobre 1992                           | New Orleans                             | Stati Uniti                             | Storyville                              |
| 30 ottobre 1992                           | Houston                                 | Stati Uniti                             | Backstage                               |
| 31 ottobre 1992                           | San Antonio                             | Stati Uniti                             | Showcase                                |
| 1 novembre 1992                           | Dallas                                  | Stati Uniti                             | City Limits                             |
| 2 novembre 1992                           | Lubbock                                 | Stati Uniti                             | Depot Warehouse                         |
| 4 novembre 1992                           | Colorado Springs                        | Stati Uniti                             | Rack 'n Roll                            |
| 5 novembre 1992                           | Denver                                  | Stati Uniti                             | Broadway                                |
| 6 novembre 1992                           | Salt Lake City                          | Stati Uniti                             | Rafter's                                |
| 8 novembre 1992                           | Orangevale                              | Stati Uniti                             | The Boardwalk                           |
| 10 novembre 1992                          | San Francisco                           | Stati Uniti                             | The Stone                               |
| 11 novembre 1992                          | San Jose                                | Stati Uniti                             | Cabaret                                 |
| 12 novembre 1992                          | Westminster                             | Stati Uniti                             | The Marquee                             |
| 13 novembre 1992                          | Los Angeles                             | Stati Uniti                             | The Troubador                           |
| 17 novembre 1992                          | Kanagawa                                | Giappone                                | Kawasaki Club Citta                     |
| 18 novembre 1992                          | Tokyo                                   | Giappone                                | Shibuya Kokaido                         |
| 19 novembre 1992                          | Osaka                                   | Giappone                                | Imperial Hall                           |
| 23 novembre 1992                          | San Diego                               | Stati Uniti                             | Rhythm Cafe                             |
| 24 novembre 1992                          | Phoenix                                 | Stati Uniti                             | Library Cafe                            |
| 25 novembre 1992                          | El Paso                                 | Stati Uniti                             | Club 101                                |
| 27 novembre 1992                          | Oklahoma City                           | Stati Uniti                             | Alcatrazz                               |
| 28 novembre 1992                          | Dallas                                  | Stati Uniti                             | City Limit                              |
| 1 dicembre 1992                           | Atlanta                                 | Stati Uniti                             | Masquerade                              |
| 2 dicembre 1992                           | Jacksonville                            | Stati Uniti                             | Shades                                  |
| 3 dicembre 1992                           | Tampa                                   | Stati Uniti                             | Ritz Theater                            |
| 4 dicembre 1992                           | Orlando                                 | Stati Uniti                             | The Station                             |
| 5 dicembre 1992                           | Davie                                   | Stati Uniti                             | Plus Five                               |
| 10 dicembre 1992                          | Washington                              | Stati Uniti                             | The Bayou                               |
| 11 dicembre 1992                          | Baltimora                               | Stati Uniti                             | Hammerjacks                             |
| 12 dicembre 1992                          | Asbury Park                             | Stati Uniti                             | Fast Lane                               |
| 13 dicembre 1992                          | Danbury                                 | Stati Uniti                             | Tuxedo Junction                         |
| 15 dicembre 1992                          | Filadelfia                              | Stati Uniti                             | Chestnut Cabaret                        |
| 16 dicembre 1992                          | Boston                                  | Stati Uniti                             | Axis                                    |
| 19 dicembre 1992                          | Rochester                               | Stati Uniti                             | 3D's                                    |
| Seconda tappa Nordamericana               |                                         | Stati Uniti                             |                                         |
| 2 gennaio 1993                            | Long Island                             | Stati Uniti                             | Sparks                                  |
| 7 gennaio 1993                            | Poughkeepsie                            | Stati Uniti                             | The Chance                              |
| 8 gennaio 1993                            | Brooklyn                                | Stati Uniti                             | L'Amour                                 |
| 9 gennaio 1993                            | Salisbury                               | Stati Uniti                             | Chapter 2                               |
| 10 gennaio 1993                           | Hadley                                  | Stati Uniti                             | Vertex                                  |
| 13 gennaio 1993                           | Providence                              | Stati Uniti                             | Club Babyhead                           |
| 14 gennaio 1993                           | Rome                                    | Stati Uniti                             | Alabama Slammers                        |
| 15 gennaio 1993                           | Pittsburgh                              | Stati Uniti                             | Metropolis                              |
| 16 gennaio 1993                           | Buffalo                                 | Stati Uniti                             | Impaxx                                  |
| 18 gennaio 1993                           | Dayton                                  | Stati Uniti                             | McGuffy's                               |
| 19 gennaio 1993                           | Toledo                                  | Stati Uniti                             | Roxanne's                               |
| 21 gennaio 1993                           | Cleveland                               | Stati Uniti                             | Flash's                                 |
| 22 gennaio 1993                           | Detroit                                 | Stati Uniti                             | Harpo's                                 |
| 24 gennaio 1993                           | Cincinnati                              | Stati Uniti                             | Bogart's                                |
| 26 gennaio 1993                           | Grand Rapids                            | Stati Uniti                             | Club Eastbrook                          |
| 27 gennaio 1993                           | Chicago                                 | Stati Uniti                             | The Vic Theater                         |
| 28 gennaio 1993                           | Milwaukee                               | Stati Uniti                             | Starz                                   |
| 30 gennaio 1993                           | Minneapolis                             | Stati Uniti                             | The Mirage                              |
| 1 febbraio 1993                           | Cedar Rapids                            | Stati Uniti                             | Spotlites                               |
| 3 febbraio 1993                           | Saint Louis                             | Stati Uniti                             | Mississippi Nights                      |
| 4 febbraio 1993                           | Overland Park                           | Stati Uniti                             | Backstage                               |
| 5 febbraio 1993                           | Oklahoma City                           | Stati Uniti                             | Alcatrazz                               |
| 7 febbraio 1993                           | Denver                                  | Stati Uniti                             | Gothic Theater                          |
| 8 febbraio 1993                           | Colorado Springs                        | Stati Uniti                             | City Auditorium                         |
| 10 febbraio 1993                          | Tempe                                   | Stati Uniti                             | Club Rio                                |
| 11 febbraio 1993                          | Tijuana                                 | Messico                                 | Iguana's                                |
| 12 febbraio 1993                          | Los Angeles                             | Stati Uniti                             | The Palace                              |
| 17 febbraio 1993                          | Dallas                                  | Stati Uniti                             | Agora Ballroom                          |
| 18 febbraio 1993                          | Austin                                  | Stati Uniti                             | Backroom                                |
| 19 febbraio 1993                          | Houston                                 | Stati Uniti                             | Tower Theater                           |
| 22 febbraio 1993                          | Orlando                                 | Stati Uniti                             | The Edge                                |
| 3 febbraio 1993                           | Fort Lauderdale                         | Stati Uniti                             | The Edge                                |
| 24 febbraio 1993                          | Jacksonville                            | Stati Uniti                             | The Edge                                |
| 25 febbraio 1993                          | Atlanta                                 | Stati Uniti                             | Center Stage Theater                    |
| 27 febbraio 1993                          | Baltimora                               | Stati Uniti                             | Hammerjack's                            |
| 2 marzo 1993                              | Filadelfia                              | Stati Uniti                             | T.L.A.                                  |
| 4 marzo 1993                              | New York                                | Stati Uniti                             | Limelight                               |
| 5 marzo 1993                              | Asbury Park                             | Stati Uniti                             | The Stone Pony                          |
| 6 marzo 1993                              | Virginia Beach                          | Stati Uniti                             | Peppermint Beach Club                   |
| 8 marzo 1993                              | New Haven                               | Stati Uniti                             | Toad's Place                            |
| 9 marzo 1993                              | Allentown                               | Stati Uniti                             | The Zodiac Club                         |
| 10 marzo 1993                             | Boston                                  | Stati Uniti                             | Avalon Ballroom                         |
| 11 marzo 1993                             | Poughkeepsie                            | Stati Uniti                             | The Chance                              |
| 15 marzo 1993                             | Rochester                               | Stati Uniti                             | 3D's                                    |
| Tappa Europea Supportata da: Heavens Gate |                                         |                                         |                                         |
| 30 marzo 1993                             | Londra                                  | Inghilterra                             | Marquee Club                            |
| 1 aprile 1993                             | Stoccolma                               | Svezia                                  | Melody                                  |
| 2 aprile 1993                             | Copenaghen                              | Danimarca                               | Music Café                              |
| 4 aprile 1993                             | Ludwigsburg                             | Germania                                | Rockfabrik                              |
| 5 aprile 1993                             | Milano                                  | Italia                                  | Rolling Stone                           |
| 7 aprile 1993                             | Augusta                                 | Germania                                | Rockfabrik                              |
| 8 aprile 1993                             | Monaco di Baviera                       | Germania                                | Charterhalle                            |
| 9 aprile 1993                             | Amburgo                                 | Germania                                | Markthalle                              |
| 10 aprile 1993                            | Utrecht                                 | Paesi Bassi                             | Muziekcentrum Vredenburg                |
| 12 aprile 1993                            | Bonn                                    | Germania                                | Biskuithalle                            |
| 13 aprile 1993                            | Parigi                                  | Francia                                 | La Locomotive                           |
| 14 aprile 1993                            | Arnsberg                                | Germania                                | Cult                                    |
| 15 aprile 1993                            | Francoforte                             | Germania                                | Batschkapp                              |
| 17 aprile 1993                            | Dudley                                  | Inghilterra                             | J.B.'s                                  |
| 18 aprile 1993                            | Milton Keynes                           | Inghilterra                             | Woughton Centre                         |
| 19 aprile 1993                            | Bristol                                 | Inghilterra                             | Bierkeller                              |
| 21 aprile 1993                            | Glasgow                                 | Scozia                                  | Cathouse                                |
| 22 aprile 1993                            | Buckley                                 | Nord Galles                             | Tivoli                                  |
| 23 aprile 1993                            | Londra                                  | Inghilterra                             | Marquee Club                            |

## Formazione
- James LaBrie – voce
- John Petrucci – chitarra
- Kevin Moore – tastiere
- John Myung – basso
- Mike Portnoy – batteria